# DjVu

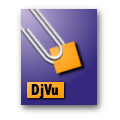
Logomarca da DjVu.

DjVu (origem na expressão francesa "déjà vu"; em português pronuncia-se: "dêjá viú") é uma tecnologia de compressão de imagem desenvolvida desde 1996 nos laboratórios da AT&T.
Djvu é um formato para distribuição de documentos com foco na web. Pode substituir com vantagens formatos como PDF, PS, TIFF, etc para a distribuição de documentos scaneados, documentos digitais ou imagens de alta resolução.
Originalmente desenvolvido nos Bell Labs da AT&T, a partir de 1995, o formato hoje está sendo comercialmente explorado pela empresa Lizardtech e ao mesmo tempo sendo desenvolvido, como software aberto, pelo projeto DjVuLibre, conduzido pelos próprios inventores da tecnologia.
A principal característica do formato DjVu é a separação da imagem ou da página em camadas (layers), isso permite utilizar técnicas de compactação diferente para fotos, figuras e textos, aumentando assim a eficiência.
A organização dos dados no DjVu é progressiva, desta forma nos primeiros instantes de transmissão do arquivo já é possível visualizar o texto do documento, conforme mais dados chegam, obtem-se imagens e planos de fundo em baixa resolução, e por fim o documento em alta resolução.
Outra coisa interessante, acoplando-se o djvu a um software de reconhecimento de caracteres, é possível fazer busca textual (perfeitamente possível fazer o mesmo no PDF). O software de OCR empregado, o Clara OCR, que embora ainda não faça um reconhecimento 100% dos caracteres, certamente contribui para exibir inequivocamente a eficácia de tal solução.

## Softwares
Como o PDF, o DjVu exige um visualizador para a sua leitura. O visualizador é gratuito e pode ser instalado como um plugin nos browsers mais comuns. Visualizadores para Windows, Mac e Linux encontram-se no site da LizardTech, Inc. Downloads em:
- http://www.lizardtech.com/download/?f=0&d=1

Para sistemas Unix, o projeto DjVuLibre disponibiliza visualizadores com o programa fonte. Existem ainda pacotes binários para as principais distribuições do Linux. Alguns deles são:
- Debian: djvulibre-plugin
- Red Hat e Mandrake Linux: veja em http://djvu.sourceforge.net/

Utilitários sofisticados para criar e manipular arquivos DjVu estão comercialmente disponíveis. Estão disponíveis também excelentes utilitários com código aberto no projeto DjVuLibre. Estes utilitários incluem programas para manipulação das imagens e dos textos, implementando, inclusive, algumas interfaces em XML. Um pacote Debian com binários de alguns dos programas de desenvolvimento é o djvulibre-dev.
Segue abaixo um tutorial para criação de documento .djvu:
- https://web.archive.org/web/20070208001137/http://www.djvuzone.org/support/tutorial/

## Comparação com outros formatos
Em imagem de documentos coloridos que contenham texto e figuras, arquivos DjVu ficam de 5 a 10 vezes menores do que arquivos JPEG de qualidade similar.
Em páginas preto e branco, os arquivos DjVu são de 10 a 20 vezes menores do que JPEG
e 5 vezes menores do que GIF.
Arquivos DjVu são também cerca de 3 a 8 vezes menores do que PDF preto e branco produzidos a partir de documentos escaneados.